# Двигатель ВАЗ-2108
ВАЗ-2108 — серия рядных четырёхцилиндровых бензиновых двигателей внутреннего сгорания, выпускавшихся с 1984 по 2006 год на Волжском автомобильном заводе. Первым двигателем семейства стал 1,3-литровый ВАЗ-2108, за ним последовали 1,1-литровый ВАЗ-21081 и 1,5-литровый ВАЗ-21083. Двигатели применялись в дорестайлинговых автомобилях семейства LADA Samara: ВАЗ-2108, ВАЗ-2109 и ВАЗ-21099.

## ВАЗ-21081
- Объём: 1,1 л (1099 см3)[3][4]
- Диаметр цилиндра: 76 мм
- Ход поршня: 60,6 мм
- Мощность: 40 кВт (54 л. с.) при 5600 об/мин
- Крутящий момент: 79 Н·м при 3600 об/мин
- Топливо: АИ-93 (А-95)
- Годы производства: 1987—1997[5][6]

Двигатель устанавливался на экспортные дорестайлинговые автомобили LADA Samara.

## ВАЗ-2108
- Объём: 1,3 л (1289 см3) (карбюратор)[9]; 1,5 л (1499 см3) (инжектор)
- Диаметр цилиндра: 76 мм (карбюратор); 82 мм (инжектор)
- Ход поршня: 71 мм
- Мощность: 47,0—47,2 кВт (63,7—64 л. с.), при 5600 об/мин (карбюратор); 58 кВт (71 л. с.), при 5400 об/мин[10]
- Крутящий момент: 94 Н·м при 3400—3600 об/мин (карбюратор); 115 Н·м при 3000 об/мин (инжектор)
- Максимальная скорость: 148—150 км/ч (карбюратор); 165 км/ч (инжектор)
- Топливо: АИ-93 (А-95) (карбюратор); АИ-92 (инжектор)
- Годы производства: 1984—2004[11]

Изначально двигатель был карбюраторным, а позже был переведён на инжекторную систему подачи топлива, вследствие чего многие показатели характеристик были изменены. Он применялся во всех автомобилях, кроме ВАЗ-21099.

## ВАЗ-21083
- Объём: 1,5 л (1499 см3)
- Диаметр цилиндра: 82 мм
- Ход поршня: 71 мм
- Мощность: 50,3—53 кВт (69,1—72 л. с.) при 5600 об/мин
- Крутящий момент: 106—115 Н·м при 3000—3500 об/мин
- Максимальная скорость: 155—156 км/ч
- Топливо: АИ-92
- Годы производства: 1986—2006[13][14]

## ВАЗ-21099
Двигатели ВАЗ-21099 объёмом 1,3—1,6 л, по сути, являются версиями двигателей ВАЗ-2108, которые применялись в ВАЗ-21099. Все они выпускались с 1990 по 2004 год.

### ВАЗ-210993
- Объём: 1,3 л (1296 см3)[21][22]
- Диаметр цилиндра: 76 мм
- Ход поршня: 71 мм
- Мощность: 47 кВт (64 л. с.), при 5600 об/мин
- Крутящий момент: 95 Н·м при 3400 об/мин

### ВАЗ-210990
- Объём: 1,5 л (1499 см3)[23]
- Диаметр цилиндра: 82 мм
- Ход поршня: 71 мм
- Мощность: 51 кВт (69 л. с.) при 5600 об/мин
- Крутящий момент: 106 Н·м при 3400 об/мин

### ВАЗ-21099i
- Объём: 1,5 л (1499 см3)[24]
- Диаметр цилиндра: 82 мм
- Ход поршня: 71 мм
- Мощность: 57 кВт (77 л. с.) при 5400 об/мин
- Крутящий момент: 116 Н·м при 3000 об/мин

### ВАЗ-210994
- Объём: 1,6 л (1596 см3)[25]
- Диаметр цилиндра: 82 мм
- Ход поршня: 75,6 мм
- Мощность: 60 кВт (82 л. с.) при 5600 об/мин
- Крутящий момент: 120 Н·м при 2700 об/мин